# 청출어람
"청출어람"(Day Trip)은 한국에서 제작된 박찬욱, 박찬경 형제 감독의 2012년 드라마, 판타지 영화이다. 송강호 등이 주연으로 출연하였고 박찬욱등이 제작에 참여하였다. 

## 출연

### 주연
- 송강호
- 전효정

## 기타
- 프로듀서: 정원조
- 프로듀서: 윤석찬
- 제작이사: 정원희
- 제작부장: 이정임
- 제작부: 김용언
- 제작지원: 이종석
- 제작지원: 서광환
- 제작투자: 박동문
- 제작투자: 윤재은
- 공동제작: 박종진
- 제작관리부문: 정원희
- 촬영부: 김정우
- 촬영부: 조왕섭
- 촬영부: 이현규
- 조명: 배일혁
- 조명부: 남경민
- 조명부: 홍성준
- 연출부: 김새노
- 연출부: 이상수
- 조감독: 조민석
- 동시녹음: 정군
- 붐오퍼레이터: 고영춘
- 붐오퍼레이터: 김한얼
- 사운드디자인: 김석원
- 미술: 조화성
- 미술: 박재현
- 미술팀장: 김민정
- 시각효과: 이전형
- 시각효과: 조용석
- 분장: 송종희
- 분장팀: 진보라
- 분장팀: 곽슬기
- 의상: 윤정희
- 의상: 현수민
- 현장편집: 양진모
- 현장지원: 송정민
- 현장지원: 신근철
- 현장지원: 김보성
- 현장지원: 최범찬
- 촬영B팀: 이큰솔
- 데이터매니저: 한승완
- 시각효과부문: 류재환
- 시각효과부문: 김기원
- 시각효과부문: 성형주
- 시각효과부문: 이수영
- 시각효과부문: 박민수
- 시각효과부문: 박민용
- 시각효과부문: 박선형
- 시각효과부문: 강창배
- 시각효과부문: 김은정
- 시각효과부문: 고윤정
- 시각효과부문: 성정훈
- 시각효과부문: 유태근
- 시각효과부문: 박희영
- 시각효과부문: 박준영
- 시각효과부문: 이희석
- 시각효과부문: 장승열
- 시각효과부문: 길범호
- 시각효과부문: 김성철
- 시각효과부문: 김형
- 시각효과부문: 전대길
- 시각효과부문: 여종구
- 시각효과부문: 강영은
- 시각효과부문: 성인경
- 시각효과부문: 김미랑
- 시각효과부문: 이정욱
- 시각효과부문: 김미영
- 시각효과부문: 김종윤
- 시각효과부문: 이정현
- 시각효과부문: 국수아
- 시각효과부문: 이찬란
- 시각효과부문: 조성구
- 시각효과부문: 이종무
- 시각효과부문: 류태욱
- 시각효과부문: 조경훈
- 시각효과부문: 추하나
- 시각효과부문: 김지혜
- 시각효과부문: 정아름
- 시각효과부문: 김철
- 디지털처리부문: 박진호
- 디지털처리부문: 형준석
- 디지털처리부문: 노병욱
- 디지털처리부문: 정혜리
- 디지털처리부문: 이병희
- 디지털처리부문: 장영칠
- 음향부문: 최은아
- 음향부문: 김민정
- 음향부문: 문철우
- 음향부문: 이정호
- 음향부문: 홍윤성
- 음향부문: 조유상
- 마케팅부문: 박소연
- 현장사진: 조원진
- 예고편: 김진석
- 예고편: 송정은
- 예고편: 이상목
- 홍보책임: 명수미
- 홍보진행: 이은하
- 촬영버스: 양태규
- 현장 다큐멘터리: 조용관
- 현장 다큐멘터리: 황병현
- 스토리보드: 이정화
- 현장지원: 오근태
- 촬영B팀: 구본승
- 데이터매니저: 강소라
- 지미집: 이동진
- 지미집: 김영중
- 지미집: 박성준
- 현장지원: 오근태
- 현장지원: 서광환
- 조명팀: 하성민
- 조명팀: 김영호
- 시각효과부문: 권광구
- 시각효과부문: 정소희
- 시각효과부문: 천재성
- 시각효과부문: 오현아
- 시각효과부문: 염지훈
- 시각효과부문: 이연아
- 시각효과부문: 김민범
- 시각효과부문: 김종겸
- 시각효과부문: 배서진
- 시각효과부문: 이인우
- 시각효과부문: 장석현
- 시각효과부문: 김영삼
- 시각효과부문: 이지웅
- 시각효과부문: 박다정
- 시각효과부문: 박상기
- 시각효과부문: 김민식
- 시각효과부문: 윤진일
- 시각효과부문: 박경수
- 시각효과부문: 권영국
- 시각효과부문: 김새롬
- 시각효과부문: 박근아
- 시각효과부문: 김그린
- 시각효과부문: 김가영
- 시각효과부문: 이소희
- 디지털처리부문: 허준
- 디지털처리부문: 손성주
- 디지털처리부문: 안원철
- 시각효과부문: 박근화
- 매니저부문: 이정은
- 매니저부문: 이수행
- 보조출연: 이옥희
- 보험: 오영준